# Icecast
Icecastは Xiph.Org Foundation が運営するストリーミングプロジェクトであり、その成果は自由ソフトウェアとしてリリースされている。特にプロジェクトの一部であるサーバプログラムを指すことがある。Icecast は1998年12月から1999年1月にかけて Jack Moffitt と Barath Raghavan が誰でも修正・利用・改変可能なオープンソースの音声ストリーミングサーバとして開発したのが最初である。バージョン2の開発は2001年に始まり、各種フォーマットをサポートしスケーラビリティを向上させるため完全に書き直された（それ以前は Ogg Vorbis だけを対象としていた）。

## 技術的詳細
Icecastサーバはストリーミングコンテンツとして、HTTP上のVorbis、Opus、Theora、WebMや、SHOUTcastが使うプロトコル上のMP3、AAC、SHOUTcastプロトコル上のNSVを扱う。ストリーム源である外部プログラムを「ソースクライアント」と呼び、Icecastプロジェクトでは IceS の名称でソースクライアントプログラムも開発している。ソースクライアントとIcecastサーバは、通常別の場所で動作する（ソースクライアントは例えばスタジオで利用し、サーバは高帯域幅が利用可能なデータセンターなどに配備する）。
Nullsoft製のプロプライエタリなメディアサーバSHOUTcastと似たような機能を持つ。